# دریانورد استثنائی
دریانورد استثنایی محصول ۱۹۶۹ آمریکا فیلمی کمدی جنگی به کارگردانی جان فرانکن‌هایمر و هنرنمایی بازیگرانی چون دیوید نیون، فی داناوی، آلن آلدا، میکی رونی و جک کارتر است.

## داستان فیلم
یک افسر شبح مانند نیروی دریایی بریتانیا (نیون) چهار اعضای نیروی دریایی آمریکا را وادار به آغاز یک حمله به موقعیت‌های ژاپن می‌کند. در حالی که امیدوار به بازگرداندن شرافت خانواده و سابقه پاره‌پاره خود از جنگ دوم جهانی است.